# Lapis specularis

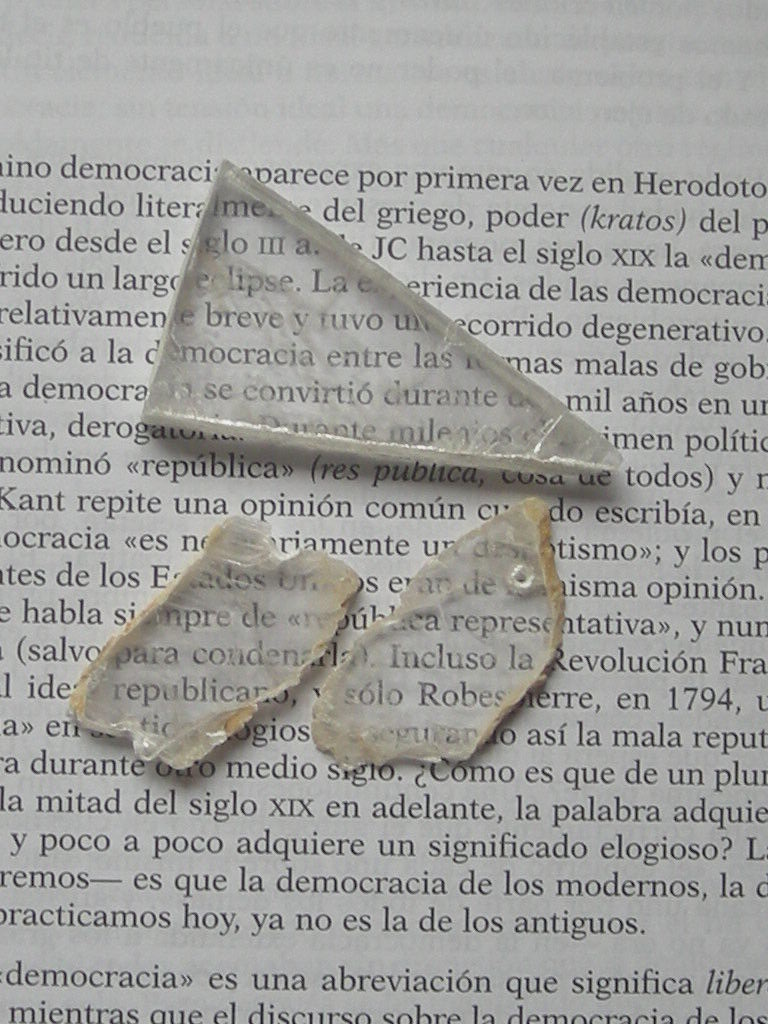
La grande transparence de la "pierre spéculaire"

Lapis specularis (pierre spéculaire) est un terme de l'antiquité romaine donné à plusieurs minéraux : les micas (surtout la muscovite), le talc et le gypse,.

## Histoire

### Extraction
Pline l'Ancien dans son Histoire naturelle nous dit que ce minerai est extrait en Hispanie citérieure, dans des mines se situant à environ 100 000 pas autour de Segóbriga (soit environ 150 km), les pierres les plus translucides étant recueillies près de cette ville. Cette pierre était extraite dans de profonds puits souterrains où elle était prise dans d'autres roches, il était alors nécessaire de la séparer de ces dernières une fois à la surface. Pline l'Ancien nous la décrit comme une pierre fossile formée en majeure partie dans un bloc compact de ciment avec la propriété d'être facilement coupée avec une scie à main en plusieurs couches minces. D'autres lieux d'extraction ont été localisés dans l'Empire romain notamment à Chypre, en Sicile, en Cappadoce et même en Afrique, mais la meilleure qualité se trouve bien en Hispanie. Il existe aussi un lapis specularis noir mais le plus commun demeure le blanc. Il faut également noter la qualité particulière de cette pierre, qui malgré sa fragilité, montre une très bonne résistance à la chaleur et au froid.

## Géologie
Pline l'Ancien en parle comme d'une pierre facile à tailler et à séparer en plaques fines et transparentes ; cette propriété fait que la Rome antique l'a beaucoup utilisée pour faire des baies et des fenêtres,, jusqu'à ce qu'elle soit supplantée par le verre. On en a retrouvé à Pompéi. Les éclats de lapis specularis étaient utilisés pour la décoration ; particulièrement brillants au soleil, ils étaient jetés sur le sable des arènes en grandes quantités lors des jeux.

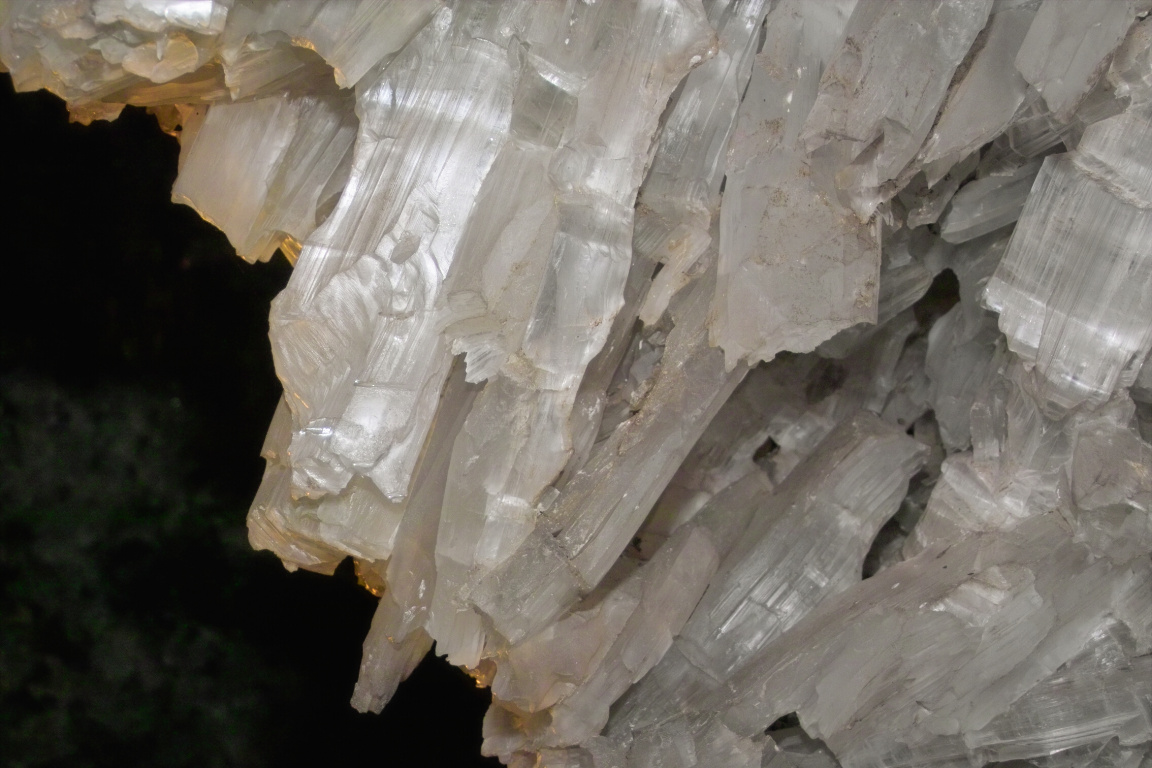
"Marienglas" est un terme désuet allemand désignant le gypse

On trouve des cristaux de gypse dans de nombreux endroits du globe ; cependant, il est vraisemblable que les mines romaines étaient celles qui ont été retrouvées à proximité de Segóbriga, en Espagne. La mine de Torrejoncillo del Rey, sous la colline de la Mora encantada, a été redécouverte en 1955 par Pedro Morales, puis oubliée à nouveau. Un projet scientifique (100 000 pas autour de Segobriga) l'a redécouverte en 2003, avec d'autres mines dans la même région,. Segobriga est une ville d'origine romaine dont il reste encore un théâtre et des ruines de temples.
Au Moyen Âge, des mines similaires furent découvertes dans la région de Gotha en Thuringe, où le gypse est abondant. Les cristaux de grande taille furent utilisés pour protéger les images de la Vierge, d'où leur nom de Marienglas (« verre de Marie » en allemand).

## Annexe